# Загальці
Загальці́ — село в Україні, у Бородянській громаді Бучанського району Київської області. 
Розташоване в на трасі Київ—Ковель. На території села знаходиться залізнична платформа лінії Київ—Тетерів. Населення близько 2 000 чоловік.

## Історія
Загальці засновані наприкінці XI століття.
1864 року у селі парафіянами було збудовано дерев'яну церкву Св. Миколая, що існувала до 1930-х років. Клірові відомості, метричні книги, сповідні розписи церкви св. Миколая с. Загальці (приписні сс.* Галицьке, Нова Буда, Поташ, х.Вишнякове) Бородянської волості Київського пов. Київської губ. зберігаються в ЦДІАК України. https://cdiak.archives.gov.ua/baza_geog_pok/church/zaha_002.xml [Архівовано 16 вересня 2019 у Wayback Machine.]
Станом на 1885 рік у колишньому власницькому селі Бородянської волості Київського повіту Київської губернії мешкало 1000 осіб, налічувалось 114 дворів, існували православна церква та постоялий будинок.
За переписом 1897 року кількість мешканців зросла до 1392 осіб (644 чоловічої статі та 748 — жіночої), з яких 1390 — православної віри.
У 1923—1963 та 1967—2020 село Загальці належало до Бородянського району, у 1963—1967 — до Макарівського району.
У 1942—1943 pp. у Загальцях діяла підпільна організація «Більшовицький агітатор № 1», створена секретарем комсомольської організації середньої школи Г. В. Петрусем. Очолював її комуніст В. Р. Галака. Підпільники вели агітацію серед населення, допомагали партизанам, влаштовували диверсії на залізниці. У вересні 1943 року майже всі підпільники були схоплені й закатовані гестапівцями. За мужність і героїзм, виявлені на фронтах німецько-радянської війни, 222 жителі нагороджені орденами й медалями СРСР.
В «Історії міст і сіл Української РСР» про Загальці Бородянського району на початку 1970-х було подано таку інформацію:

| Загальці - село, центр сільської Ради, розташоване за 10 км від районного центру. Населення - 2199 чоловік. Сільраді підпорядковані населені пункти Бондарня, Гай, Нова Буда, Поташня. На території села розміщена центральна садиба колгоспу «Зоря», який має 2 тис. га сільськогосподарських угідь, у т. ч. 1,6 тис. га орної землі. За трудові успіхи 8 колгоспників відзначено урядовими нагородами. У Загальцях є середня, восьмирічна й початкова школи, будинок культури, клуб, дві бібліотеки, лікарня[3]. |
До 12 червня 2020 року було центром Загальцівської сільської ради.

## Населення

### Мова
Розподіл населення за рідною мовою за даними перепису 2001 року:
| Мова            | Кількість | Відсоток |
| --------------- | --------- | -------- |
| українська      | 1974      | 97.29%   |
| російська       | 51        | 2.51%    |
| білоруська      | 2         | 0.10%    |
| інші/не вказали | 2         | 0.10%    |
| Усього          | 2029      | 100%     |

## Інфраструктура
На території села розташована загальноосвітня середня школа, аптека, агрофірма, декілька крамниць та барів. Поруч з селом розміщується великий масив дач.

## Особистості
В селі народився Василь Олександрович Кузьменко — учений-фізик.